# Грипе, Мария
Мария Кристина Грипе (швед. Maria Kristina Gripe), урождённая Майя Стина Вальтер (швед. Maja Stina Walter; 25 июля 1923, Ваксхольм, Швеция — 5 апреля 2007, Рённинге, Швеция) — шведская писательница, автор множества книг для детей и юношества. В 1974 году была награждена медалью Х. К. Андерсена. Её произведения издавались на 29 языках, в том числе и на русском.

## Биография
Писательница появилась на свет 25 июля 1923 года в Ваксхольме, Швеция. С отличием окончила школу, затем — университет, в котором изучала философию; в 1946 году вышла замуж за художника Харальда Грипе, ставшего позднее иллюстратором её книг. Первая повесть Марии, «В нашем маленьком городке» (I vår lilla stad) была написана ею для дочери Камиллы и опубликована в 1954 году. Всенародная известность пришла к писательнице с изданием трилогии о Хуго и Юзефине.
Всего ею было написано более 30 книг для детей и юношества. Основные темы творчества писательницы — уважение к личности, вера в то, что на свете нет «лишних» людей — «каждый человек должен осознавать себя как существо необходимое» (цитата из Шопенгауэра, ставшая эпиграфом к «Сесилии Агнес…»); особенно остро эта тема ставится в повестях об Эльвисе. Во многих произведениях Грипе есть мистические, «сверхъестественные» элементы («Сесилия Агнес — странная история», «Навозный жук летает в сумерках…»).
Писательница скончалась 5 апреля 2007 года в возрасте восьмидесяти трёх лет. Её последняя книга, «Цветок Анны» (Annas blomma) была опубликована в 1997 году за десять лет до смерти автора.
Некоторые книги Грипе (в частности, переведенные на русский «Навозный жук летает в сумерках…» и «Сесилия Агнес — странная история») были экранизированы.

### Опубликованные на русском языке
- Эльвис Карлссон (1976) / Elvis Karlsson (1972)
- Эльвис! Эльвис! Просто Эльвис (1985) / Elvis, Elvis (1973)
- Навозный жук летает в сумерках… (2004) / Tordyveln flyger i skymningen (1978)
- Сесилия Агнеса — странная история (2005) / Agnes Cecilia — en sallsam historia (1981)
- Тень на каменной скамейке (2005) / Skuggan over stenbanken (1982)
- …И белые тени в лесу (2005) / …och de vita skuggorna i skogen (1984)
- Тайник теней (2004) / Skugg-gomman (1988)
- Дети теней (2005) / Skuggornas barn (1986)
- Дети стеклодува (2005) / Glasblasarns barn (1964)